# Balta (Mehedinți)
Pour les articles homonymes, voir Balta.
Balta est une commune roumaine du județ de Mehedinți, dans la région historique de l'Olténie et dans la région de développement du Sud-Ouest.

## Géographie
La commune de Balta est située au nord du județ, dans les Monts Mehedinți (1 335 m au Pietrele Albe), à 35 km au nord de Drobeta Turnu-Severin.
La commune est composée des villages suivants (population en 2002) :
- Balta, (388) siège de la municipalité ;
- Coada Cornetului (68) ;
- Costești (265) ;
- Gornovița (248) ;
- Nevațu (?) ;
- Prejna (352) ;
- Sfodea (120).

## Religions
En 2002, 99,93 de la population était de religion orthodoxe.

## Démographie
En 2002, la population de la commune est entièrement roumaine.
| 2002  | 2007  |
| ----- | ----- |
| 1 441 | 1 252 |

## Lieux et monuments
- Balta, église en bois des Sts Voïvodes (Sf Voievozi) du XVIIIe siècle.
- Costești, église en bois St Nicoals (Sf Nicolae) de 1835.
- Gornovița, église en bois St Étienne (Sf Stefan) de 1796.
- Prejna, église Adormirea Maicii Domnului de 1859.
- Sfodea, église en bois des Sts Archanges Michel et Gabriel (Sf Arhangeli Mihail și Gavriil) de 1853.
- Gorges de la rivière Costișța (Cheile Costișței).
- Réserve naturelle Valea Tesna.
- Grotte de Balta (Peștera Balta).